# Kapoeta East
Kapoeta East (ang. Kapoeta East County) to jednostka podziału terytorialnego w Sudanie Południowym. Według spisu powszechnego z 2008 r. liczba mieszkańców wynosi 163 997. Siedzibą administracji jest miejscowość Narus. Do 2015 leżała w stanie Ekwatoria Wschodnia, po reformie z roku 2015 leży w stanie Namorunyang.